# Nerax fuscus
Nerax fuscus là một loài ruồi trong họ Asilidae. Nerax fuscus được Wiedemann miêu tả năm 1828. Loài này phân bố ở vùng Tân nhiệt đới.